# Narses
Narses (Narses, Ναρσῆς) (472-568) fou un general i home d'estat romà d'Orient. Era un armeni romanitzat, membre de la noble família dels Camsaracans.

## Orígens
No es coneix exactament la data del seu naixement, que probablement tingué lloc entre el 478 i el 480. D'origen armeni, fou venut pels seus pares i fet presoner de molt jove i convertit en eunuc. De la seva joventut no es coneix res. Va entrar al servei de la casa reial de Constantinoble i va arribar al servei directe de Justinià I com a majordom. També va arribar a ser el comandant de la guàrdia d'eunucs de l'emperador. Es va donar a conèixer durant la revolta de la Nika (532) quan era cubicularius o camarlenc. La manera com va ascendir podria estar lligada a suborns. Finalment va arribar a tresorer. Després fou ambaixador, feina que va fer a completa satisfacció de l'emperador.

## Carrera militar
El 538 fou enviat a Itàlia amb reforços per Belisari, que feia la guerra als Gots per reconquerir les províncies occidentals de l'imperi. Narses va arribar amb 5000 veterans i 2.000 hèruls (aquestos dirigits per un altre Narses, germà d'Araci, també un gran general que va morir en batalla el 543 a Anglone). Narses i Belisari es van trobar a Firmum i es van dirigir a Rímini, assetjada pels gots. Però els dos generals no s'avenien i Belisari era contradit en tot per Narses, que tenia el suport dels oficials que no simpatitzaven amb Belisari. Les disputes entre els dos homes es van agreujar i finalment es van separar.
Mentre, Milà estava assetjada per gots i els seus aliats francs i burgundis, i Belisari va decidir enviar un exèrcit en ajut de la ciutat, dirigit per Joan i Justí, però aquestos van respondre que només obeïen Narses. Belisari va forçar Narses a acceptar aquesta expedició, però ja era massa tard, perquè els romans d'Orient de Milà ja s'havien rendit i la ciutat va quedar reduïda en bona part a ruïnes. Justinià va pensar que el conflicte entre els dos generals podia portar desgràcies pitjors i va fer retornar a Narses (539). El seu nom no és esmentat pràcticament durant els següents 12 anys, si bé va restar membre del consell privat i sembla que va estar involucrat en les intrigues de l'emperadriu Teodora i Antonina (esposa de Belisari) per fer caure l'enemic polític d'aquestes, Joan de Capadòcia.

### Retorn a Itàlia
El 551 Justinià el va nomenar general en cap d'una nova expedició a Itàlia on els gots del nou rei Tòtila, després de la retirada de Belisari el 548, tenien el control de la major part de la meitat nord de la península. Inicialment, la campanya havia de ser dirigida per Germà (nebot de Justinià), però aquest va morir inesperadament i Narses es va fer càrrec de l'expedició. Va preparar la campanya amb cura i el 552 estava a punt. L'únic port romà d'Orient entre Ravenna i Òtranto era Ancona i estava vigilat pels gots, i travessar cent mil homes era complicat.
Després de la victòria romana en la batalla de Sena Gàl·lica, va desembarcar a Ancona i va decidir seguir la costa adriàtica, però per travessar el Po i altres rius, s'havien destruït tots els passos menys el de Verona vigilat per Teia amb els soldats gots veterans. Però Narses va evitar aquesta vigilància i amb la flota va fer construir ponts a la part de la costa amb els quals l'exèrcit de terra podia avançar i va arribar a Ravenna. Allí va romandre nou dies i va sortir cap a Rimini, però la va sobrepassar per marxar per la Via Flamínia cap a Roma on l'esperava el rei Tòtila. Els dos exèrcits es van trobar a la plana de Lentaglio, entre Tagina i les tombes dels gals. Els romans d'Orient van guanyar la batalla de Tagines i sis mil gots van morir-hi, incloent-hi el mateix rei Tòtila (juliol del 552).
Teia fou escollit nou rei got i va tenir els seus quarters a Pavia i Verona, mentre Narses va forçar l'entrada a Roma sota la direcció dels generals Dagisteu i Bessus.
Quan Teia es va dirigir al sud, fou derrotat pels romans d'Orient a la riba del riu Sarno, al Draco, un petit rierol que desaigua a la badia de Nàpols (març del 553); l'exèrcit got, en una batalla de dos dies fou aniquilat i Teia va morir. Narses va poder reduir llavors les fortaleses d'Itàlia, una darrera l'altra, amb poca lluita, mentre guanyava la confiança dels habitants per la seva conducta justa i generosa.
Acabava de sotmetre Itàlia quan el nord de la península va ser envaït per setanta-cinc mil alamans i francs que van travessar els Alps sota la direcció dels seus ducs Leutaris i Buccel·lí. L'avantguarda romana d'Orient, dirigida per l'hèrul Fulcaris, fou derrotada a Parma i els bàrbars van arribar fins al sud d'Itàlia, però després de saquejar se'n van voler entornar, disminuïts per les pèrdues a les petites lluites i les malalties de les quals va morir el mateix Leutaris. Narses va atacar a Buccel·lí prop de Càpua i el va derrotar en la batalla de Casilínum al Volturno i segons Agàties dels seus trenta mil homes només se'n van poder escapar cinc mil; així el poder got va quedar malmès definitivament i Narses es va dedicar a organitzar la nova província d'Itàlia, de la que va fer capital a Ravenna.

## Darrers anys
No se l'esmenta gaire en els següents anys. El 563 es va revoltar el comte Vidinus a Verona i Brèscia amb suport de bandes de francs i alamans dirigides per Amingus. Però Narses els va atacar i els va derrotar, rendint Verona i Brèscia. El comte fou condemnat a mort. Després es va revoltar el general hèrul Sindual, que fins llavors havia servit fidelment a Narses, i que no va executar al comte com se li havia ordenat, i igualment fou derrotat. Narses va perdonar el comte però va ordenar executar Sindual. Poc després moria Justinià.
Els luxes del que Narses es va rodejar a Ravenna, i les exaccions que feia sobre el país, van molestar els italians. Mentre Justinià va viure ningú es va atrevir a denunciar al seu ministre però quan va pujar al tron Justí II, va rebre denúncies que foren escoltades amb atenció. Narses fou destituït i Flavi Longí nomenat al seu lloc. Narses es va retirar a Nàpols.
Segons Pau el Diaca, com a revenja, va enviar missatges als longobards invitant-los a venir a Itàlia abandonat Pannònia; com a resultat el rei Alboí va envair Itàlia; Narses només esperava un atac i ser cridat de nou al govern per fer-hi front i quan va veure l'enfonsament romà d'Orient es va presentar a Roma i es va posar a disposició de l'emperador, el que donava sensació de culpabilitat; suposadament del remordiment va morir el 568. La certesa d'aquestos fets és contradita per altres historiadors. Es diu que va arribar als 95 anys però no n'hi ha seguretat sobre aquesta dada.